# نستور ماخنو
نستور ایوانوویچ ماخنو (اوکراینی: Не́стор Івáнович Махно́؛ ۲۶ اکتبر۱۸۸۸–۶ ژوئیه ۱۹۳۴) ملقب به پدر ماخنو، یک انقلابی آنارشیست اوکراینی و از شخصیت‌های تاریخ انقلاب‌های آنارشیستی است.
در پی انقلاب اکتبر در امپراتوری روسیه دهقانان اوکراینی به ویژه در جنوب، با خودداری از پذیرش شرایط عهدنامه برست-لیتوفسک (منعقده در مارس ۱۹۱۸) که طی آن مقامات جوان بلشویک اوکراین را به امپراتوری اتریش-آلمان واگذار کردند، در قالب یک ارتش پارتیزانی گرد هم آمدند و ماخنو را از میان خودشان به فرماندهی ارتش برگزیدند.
نستور ماخنو توانست نظام تقسیم اراضی و قانون اساسی شوراها را به اجرا بگذارد. در این قانون، شوراها از جایگاه مجامع آزاد فدرال برخوردار بودند. به همین دلیل، پس از پیمان صلح ۱۱ نوامبر، ۱۹۱۸ او با نیروهای ملی‌گرای سیمون پتلیورا و سپس با روس‌های سفید به فرماندهی آنتون دنیکین که تحت حمایت نیروهای متفق فرانسوی و بریتانیایی قرار داشت به جنگ پرداخت؛ نیروهای متفق درصدد بودند که به هر قیمتی شده از گسترش جنبش انقلابی به سوی اروپای شرقی جلوگیری کنند.
ارتش پارتیزانی ماخنو ضمن حفظ استقلال خود پیمانی با ارتش سرخ در مقابل این دشمن مشترک به امضا رساند، اما بعدها به این ارتش پارتیزانی خیانت شد و جنبش از هم فروپاشید. از نظر تروتسکی، این ارتش فقط «شورشی با عناوین پوششی بود که تلاش می‌کرد حکومتی بورژوازی را به نفع کولاکها به قدرت برساند.» اما در واقع، مدافعین حکومت تک‌حزبی بلشویکی نمی‌توانستند تحقق عملی شعارهای استقلال و دموکراسی مستقیم را تحمل نمایند. ماخنو که تحت تعقیب قرار گرفته بود مجبور شد در اوت ۱۹۲۱ میدان نبرد را ترک کند و به کشور رومانی پناهنده شود. او سرانجام در سال ۱۹۲۵ به پاریس رسید، مدتی در شرکت رنو مشغول به کار شد و سرانجام در حالی که تقریباً از سوی همه به فراموشی سپرده شده بود در ژوئیه ۱۹۳۴ در اثر بیماری سل در گذشت.